# Serge Tcherkézoff
 (mars 2019).
Serge Tcherkézoff, né le 13 octobre 1948 à Paris est un chercheur et un écrivain français qui travaille au Centre de recherche et de documentation sur l'Océanie (CREDO) sur les peuples du Pacifique.

## Biographie
Avec Pierre Lemonnier, il est en 1995 à l'origine de la création du CREDO par le Centre national de la recherche scientifique (CNRS) et l'École des hautes études en sciences sociales (EHESS), sur le site EHESS Saint-Charles, à Marseille, dont la direction a d'abord été confiée à Maurice Godelier. Les deux institutions ont été rejointes en 1996 par l'Université de Provence, devenue aujourd'hui Université de Provence Aix-Marseille I (AMU), avec un partenariat renouvelé en 1999 à l'occasion de l'installation du CREDO, avec l'UMS Maison Asie-Pacifique MAP, sur le campus Saint-Charles). Tcherkézoff a dirigé le CREDO de 1999 à 2007.
Il enseigne à l'EHESS depuis 1980. Il a été membre du Laboratoire d'anthropologie sociale (EHESS/Collège de France) avant d'établir, à partir de 1993, une partie de ses enseignements à l'EHESS - pôle de Marseille, en vue de la création d'un Centre sur l'Océanie qui deviendra le CREDO.